# Rochester Twilight Criterium
El Rochester Twilight Criterium és una competició ciclista d'un sol dia que es disputa al mes d'agost a Rochester, a l'estat de Nova York.
Creada el 2004, de 2007 a 2008 va formar part de l'UCI America Tour. L'edició del 2008 fou una cursa per etapes. De 2009 a 2014 no es va disputar, fins que es recuperà de cara el 2015.

## Palmarès masculí
| Any     | Vencedor         | Segon           | Tercer              |
| ------- | ---------------- | --------------- | ------------------- |
| 2004    | José Alejandro   | Craig McCartney | Chuck Coyle         |
| 2005    | Juan José Haedo  | Kyle Wamsley    | Vassili Davidenko   |
| 2006    | Hilton Clarke    | Dan Schmatz     | Sebastián Alexandre |
| 2007    | Hilton Clarke    | Cameron Evans   | Kyle Wamsley        |
| 2008    | Dominique Rollin | Antonio Cruz    | Ryan Roth           |
| 2009-14 | No disputat      |                 |                     |
| 2015    | Aldo Ino Ilešič  | Carlos Alzate   | Ryan Aitcheson      |
| 2016    | Luke Keough      | Ryan Aitcheson  | Ed Veal             |

## Palmarès femení
| Any     | Vencedor         | Segon              | Tercer             |
| ------- | ---------------- | ------------------ | ------------------ |
| 2006    | Sarah Uhl        | Lauren Franges     | Sarah Ulmer        |
| 2007    | Jessie Maclean   | Anna Lang          | Theresa Cliff-Ryan |
| 2008-14 | No disputat      |                    |                    |
| 2015    | Tara Whitten     | Samantha Schneider | Erica Allar        |
| 2016    | Skylar Schneider | Iris Slappendel    | Samantha Schneider |